# كاترين كلارك
كاترين كلارك هي صحفية كندية، ولدت في 6 نوفمبر 1976 في هاي ريفر ‏ في كندا.